# Pascal Lajoie
Pour les articles homonymes, voir Lajoie.
 (décembre 2017).
 (mai 2021).
Pascal Lajoie né le 29 mars 1826 à Saint-Jean-Baptiste-de-Rouville dans la province de Québec au Canada et mort 3 janvier 1919 en Belgique, est un prêtre catholique canadien.

## Biographie
Pascal Lajoie est né d'une modeste famille.  Pascal suit ses études au collège de Chambly, que dirigeait alors le curé Mignault et qui est aujourd'hui une académie commerciale. 
À 18 ans il se trouve prêt à entrer au grand séminaire de Montréal, où il passa deux ans et reçut la tonsure. Mais, comme il était encore bien jeune et que les responsabilités de la vie cléricale l'effrayaient un peu, on lui conseilla de se retirer pour le moment et d'attendre.  En 1846, à 20 ans, il accepta les fonctions d'instituteur à Sainte-Elisabeth de Joliette. L'année suivante, en 1847, les Clercs de Saint-Viateur, amenés de France par Ignace Bourget, s'établissaient  à  L'Industrie, où Barthélemy Joliette, dont l'endroit devait plus tard porter le nom, vivait encore, gérant les droits seigneuriaux de Lanaudière, sa femme étant de cette famille.   
Le jeune Pascal Lajoie décida aussitôt de s'agréger à cet institut de religieux dont on disait déjà beaucoup de bien, et il en fut, dès 1847, l'un des tout premiers novices. Pascal Lajoie, ordonné prêtre, à Sault-au-Récollet, par Bourget, le 12 septembre 1852, a poursuivi une très longue carrière, puisqu'il est mort, en Belgique, le 1er mars 1919, à 93 ans d'âge, dans sa  soixante-septième année de sacerdoce et sa soixante-douzième de vie religieuse.   
Il est directeur au nouveau collège Juliette de 1852 à 1856, directeur du collège Chambly en 1856-1857, de nouveau directeur à Joliette de 1857 à 1860, maître des novices à Vourles en France de 1860 à 1864, curé de Joliette de 1864 à 1880, provincial au Canada de 1870 à 1880, vicaire général de l'institut en France de 1880 à 1890, et enfin supérieur général en France et en Belgique de 1890 à 1919, soit près de trente ans, jusqu'à sa mort.
À Joliette, où il a vécu ses premières années, le père Lajoie a été l'homme de confiance de ses supérieurs. Après l'ancien grand-vicaire Manseau, l'âme de la fondation de Joliette avec Joliette lui-même, et comme les deux frères Beaudry, qui lui succédèrent, l'un en qualité de supérieur et l'autre en qualité de curé, le père Lajoie a été l'un des plus actifs artisans du progrès de ce centre alors naissant de l'Industrie, devenu, de nos jours, la ville de Joliette. 
En mai 1929, dix ans après sa mort, on y rapportait, de la Belgique, ses restes, pour les déposer dans le cimetière de sa famille. Les habitants de Joliette leur firent une sorte d'ovation posthume. 
En mai 1891, l'ancien premier ministre Mercier parlant à Saint-Genis-Laval, saluait le père Lajoie, qui se trouvait au premier rang parmi ses auditeurs, en ces termes significatifs : « Je salue mon compatriote, le Père Lajoie, que je vois ici. C'est un Canadien qui nous fait honneur parmi vous, Français, comme il nous faisait honneur chez nous au Canada. » En peu de mots, c'était tout dire. L'une des joies du Père, en Belgique comme en France, c'était de recevoir des Canadiens, des Joliettains surtout. Il se montrait toujours bon et accueillant, prévenant au possible et serviable envers tous. Mais, avec ceux-là, il se surpassait. Il ne croyait pas déchoir de sa haute situation en se faisant aimable pour les plus humbles. 
Il revint de temps en temps au Canada, en 1897 par exemple, pour le cinquantenaire de son collège, et en 1904, alors qu'il assista au sacre de Joseph-Alfred Archambeault. En Belgique, il subit la Première Guerre mondiale et l'invasion jusque dans sa maison. 
Il reçut du pape Pie X, en 1912, à l'occasion de son soixantième anniversaire de sacerdoce, une lettre autographe, que lui porta, à Jette, le cardinal Vincenzo Vannutelli. Pour remplacer le père Coutu, qui avait été son assistant pendant quinze ans, il appela auprès de lui, en 1918, le père Roberge. 
Quelques jours plus tard, le 3 janvier 1919, il tombe malade et meurt le 1er mars suivant.   

## Hommage
- L'avenue Lajoie, dans l'arrondissement Outremont, Montréal, est nommée en son honneur.